# أباتشي سبفيرجن
إس.في.إن (SVN) أو برنامج الإصدار الجزئي (Subversion) هو نظام تحكم بالإصدارات ابتدأ سنة 2000 من قبل شركة CollabNet Inc. يُستخدم هذا النظام للحفاظ على الإصدارات الحالية والقديمة للملفات، كشيفرات المصدر وصفحات الويب والوثائق.
عدد كبير من المشاريع المفتوحة المصدر يستخدم إس.في.إن في إدارة ملفاتها، منها: مؤسسة برامج أباتشي، كيدي، جنوم، مجموعة مترجمات جنو، بايثون، سامبا، وغيرها. تزود أيضاً سورس فورج.نت وTigris.org استضافة إس.في.إن لمشاريعها المفتوحة المصدر، كما تقوم أنظمة جوجل كود باستخدامه بشكل حصري.

## وصلات خارجية
- أباتشي سبفيرجن على موقع Open Hub (الإنجليزية)
- أباتشي سبفيرجن على موقع Free Software Directory (الإنجليزية)
- الموقع الرسمي لـ SVN
- التحكم بالإصدار مع إس.في.إن، كتاب متاح مجاناً على الوب من O'Reilly